# Чемпіонат світу з хокею із шайбою 1997 (жінки)
Чемпіонат світу з хокею із шайбою 1997 (жінки) — 4-й чемпіонат світу з хокею із шайбою ІІХФ, який проходив у Канаді з 31 березня по 6 квітня 1997 року. Матчі відбувалися у місті Кітченер.

## Груповий турнір

### Група А
| М  | Збірна    | І | В | Н | П | Ш     | О | Канада | КНР    | Росія | Швейцарія |
| -- | --------- | - | - | - | - | ----- | - | ------ | ------ | ----- | --------- |
| 1. | Канада    | 3 | 3 | 0 | 0 | 22:2  | 6 |        | 7 - 1  | 9 - 1 | 6 - 0     |
| 2. | Китай     | 3 | 2 | 0 | 1 | 18:12 | 4 | 1 - 7  |        | 6 - 2 | 11 - 3    |
| 3. | Росія     | 3 | 0 | 1 | 2 | 6:18  | 1 | 1 - 9  | 2 - 6  |       | 3 - 3     |
| 4. | Швейцарія | 3 | 0 | 1 | 2 | 6:20  | 1 | 0 - 6  | 3 - 11 | 3 - 3 |           |

### Група В
| М  | Збірна    | І | В | Н | П | Ш    | О | США    | Фінляндія | Швеція | Норвегія |
| -- | --------- | - | - | - | - | ---- | - | ------ | --------- | ------ | -------- |
| 1. | США       | 3 | 2 | 1 | 0 | 20:3 | 5 |        | 3 - 3     | 10 - 0 | 7 - 0    |
| 2. | Фінляндія | 3 | 2 | 1 | 0 | 18:3 | 5 | 3 - 3  |           | 5 - 0  | 10 - 0   |
| 3. | Швеція    | 3 | 0 | 1 | 2 | 2:17 | 1 | 0 - 10 | 0 - 5     |        | 2 - 2    |
| 4. | Норвегія  | 3 | 0 | 1 | 2 | 2:19 | 1 | 0 - 7  | 0 - 10    | 2 - 2  |          |

## Втішний раунд

### 5-8 місця
- 4 квітня  Швеція –  Швейцарія 7:1 (2-0, 1-1, 4-0)
- 4 квітня  Росія –  Норвегія 2:1 (1-1, 1-0, 0-0)

### 7-8 місця
- 6 квітня  Швейцарія –  Норвегія 1:0 (0-0, 0-0, 1-0)

### 5-6 місця
- 6 квітня  Росія –  Швеція 1:3 (1-0, 0-2, 0-1)

## Фінальний раунд

### Півфінали
- 15 квітня  США –  Китай 6:0 (2-0, 2-0, 2-0)
- 15 квітня  Канада –  Фінляндія 2:1 (0-1, 1-0, 1-0)

### 3-4 місця
- 17 квітня  Фінляндія –  Китай 3:0 (0-0, 0-0, 3-0)

### Фінал
- 17 квітня  Канада –  США 4:3 ОТ (1-0, 1-2, 1-1, 1-0)

## Підсумкова таблиця
|    | Канада    |
|    | США       |
|    | Фінляндія |
| 4  | Китай     |
| 5. | Швеція    |
| 6. | Росія     |
| 7. | Швейцарія |
| 8. | Норвегія  |

## Бомбардири
| Гравець           | І | Г | П | О  |
| ----------------- | - | - | - | -- |
| Ріікка Ніємінен   | 5 | 5 | 5 | 10 |
| Гейлі Вікенгайзер | 5 | 4 | 5 | 9  |
| Кеймі Ґранато     | 5 | 5 | 3 | 8  |
| Тіла Рейма        | 5 | 4 | 4 | 8  |
| Кессі Кемпбелл    | 5 | 2 | 6 | 8  |
| Нансі Дроле       | 5 | 4 | 2 | 6  |
| Шеллі Луні        | 5 | 4 | 2 | 6  |
| Карін Бай         | 5 | 4 | 2 | 6  |
| Лю Хунмзі         | 5 | 3 | 3 | 6  |
| Ґо Вей            | 5 | 3 | 3 | 6  |

## Нагороди
Команда усіх зірок, обрана ЗМІ
- Воротар:  Патрісія Зауттер
- Захисники:  Кессі Кемпбелл  —  Келлі О'Лірі
- Нападники:  Гейлі Вікенгайзер  —  Ріікка Ніємінен  —  Кеймі Ґранато